# Lijst van burgemeesters van Sint-Lievens-Houtem
Dit is een lijst van burgemeesters van Sint-Lievens-Houtem in de provincie Oost-Vlaanderen in België:
|    | periode     | naam burgemeester              | partij of stroming |
| -- | ----------- | ------------------------------ | ------------------ |
| 1  | 1586        | Jan van Bocxstale              |                    |
| 2  | 1586 - 1605 | Jan de Rouck                   |                    |
| 3  | 1605 - 1621 | Jacob de Mets                  |                    |
| 4  | 1621 - 1645 | Joos de Taeye                  |                    |
| 5  | 1645 - 1648 | Jan Huyghe                     |                    |
| 6  | 1648 - 1650 | Adriaan Peerens                |                    |
| 7  | 1650 - 1659 | Jan de Rouck                   |                    |
| 8  | 1659 - 1673 | Joos Huyghe                    |                    |
| 9  | 1673 - 1676 | Adriaan de Bosscher            |                    |
| 10 | 1676 - 1679 | Geeraard de Mey                |                    |
| 11 | 1679 - 1689 | Lieven van Aelbrouck           |                    |
| 12 | 1689 - 1695 | Jan Huyghe                     |                    |
| 13 | 1695 - 1710 | Jan Caeckebeke                 |                    |
| 14 | 1710 - 1714 | Joos de Medts                  |                    |
| 15 | 1714 - 1726 | Joos Buyse                     |                    |
| 16 | 1726 - 1737 | Adriaan d’Hondt                |                    |
| 17 | 1737 - 1750 | Pieter de Mulder               |                    |
| 18 | 1750 - 1758 | J.B. van der Straeten          |                    |
| 19 | 1758 - 1765 | Frans van Hauwermeiren         |                    |
| 20 | 1765 - 1771 | Marten de Clercq               |                    |
| 21 | 1771 - 1779 | Pieter Jozef d’Hondt           |                    |
| 22 | 1779 - 1780 | Constant Alex de Wever         |                    |
| 23 | 1780 - 1788 | Petrus d’Hondt                 |                    |
| 24 | 1788 - 1796 | Pieter Frans Verbrugghen       |                    |
| 25 | 1816 - 1830 | Karel Lodewijk Verbrugghen     |                    |
| 26 | 1830 - 1836 | Casimir van Heddegem           |                    |
| 27 | 1836 - 1855 | Karel Lodewijk Verbrugghen     |                    |
| 28 | 1855 - 1857 | Pieter Joseph de Canck         |                    |
| 29 | 1857 - 1901 | Auguste Verbrugghen            |                    |
| 30 | 1901 - 1921 | Joseph Verbrugghen (Lib.)      |                    |
| 31 | 1921 - 1941 | Florimond de Landsheer (Kath.) |                    |
| 32 | 1941 - 1944 | Gaspard Muylaert               |                    |
| 33 | 1944 - 1959 | Dr. Leo van Steenberge (C.V.P) |                    |
| 34 | 1959 - 1994 | Roger Otte (C.V.P)             |                    |
| 35 | 1994 - 2021 | Dr. Lieven Latoir (NH)         |                    |
| 36 | 2021 -      | Tim De Knyf (NH)               |                    |

Brussels Hoofdstedelijk Gewest:
Anderlecht · 
Brussel

Vlaanderen:
Aalst · 
Aarschot · 
Antwerpen · 
 Asse · 
Beernem · 
Bertem · 
Blankenberge · 
Brugge · 
Damme · 
De Haan · 
De Panne · 
Deerlijk · 
Deinze · 
Eeklo · 
Evergem · 
Galmaarden · 
Geraardsbergen · 
Gent · 
Halle · 
Hasselt · 
Herent · 
Herk-de-Stad · 
Herzele · 
Heusden-Zolder · 
Houthalen-Helchteren · 
Ichtegem · 
Kaprijke · 
Knokke-Heist · 
Kortemark · 
Kortenberg · 
Kortrijk · 
Leuven · 
Lichtervelde · 
Lievegem · 
Lokeren · 
Maldegem · 
Mechelen · 
Moerbeke-Waas · 
Ninove · 
Oostende · 
Oostkamp · 
Poperinge · 
Roeselare · 
Ronse · 
Sint-Lievens-Houtem · 
Sint-Niklaas · 
Sint-Truiden · 
Temse · 
Tielt · 
Tienen · 
Tongeren · 
Torhout · 
Veurne · 
Waregem · 
Wellen · 
Wetteren · 
Wichelen · 
Zaventem · 
Zedelgem · 
Zele · 
Zonhoven · 
Zottegem

Wallonië: 
Charleroi · 
's-Gravenbrakel · 
Morlanwelz · 
Ophain-Bois-Seigneur-Isaac